# IC 1776
IC 1776 — галактика типу SBcd () у сузір'ї Риби.
Цей об'єкт міститься в оригінальній редакції індексного каталогу.